# مارکو سیمونوویچ
مارکو سیمونوویچ (سیریلیک صربی: Марко Симоновић، زاده ۳۰ مه ۱۹۸۶) بازیکن بسکتبال اهل صربستان است.
وی سابقه بازی در تیم‌هایی همچون آلبا برلین و ستاره سرخ را در کارنامه دارد.